# NGC 4631
NGC 4631 (galaktika Kit) je prečkasta spiralna galaktika u zviježđu Lovačkim psima. 

## Rađanje zvijezda i supervjetar
NGC 4631 sadrži središnje zvjezdotvorno područje, područje intenzivnog oblikovanja zvijezda. Snažno zvjezdano oblikovanje vidljivo je po zračenju ioniziranog vodika i međuzvjezdane prašine koju do usijanja zagrijavaju zvijezde koje nastaju. Najmasivnije zvijezde koje se oblikuju u području oblikovanja zvijezda izgaraju vodik samo fuzijom kroz neko kratko vrijeme, nakon čega eksplodiraju kao supernove. Tolike su supernove eksplodirale u središtu NGC 4631 da ispuhuju plin iz galaktičke ravnine. Ovaj se supervjetar može vidjeti i kroz zračenje X-zraka i zračenje spektralne linije. Plin iz ovog supervjetra proizveo je divovsku, difuznu koronu vrućeg plina koji emitira plin po cijeloj galaktici.

## Vanjske poveznice
- (engl.) SEDS: NGC 4631
- (engl.) Revidirani Novi opći katalog
- (engl.) Izvangalaktička baza podataka NASA-e i IPAC-a
- (engl.) Astronomska baza podataka SIMBAD
- (engl.) VizieR